# Efesios 1

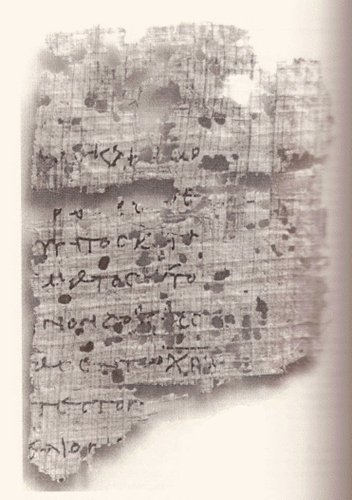
Fragmento de Efesios 1:11-13 en el Papiro 92 de hacia el año 300 d.C.

Efesios 1 es el primer capítulo de la Epístola a los Efesios del Nuevo Testamento de la Biblia cristiana. Tradicionalmente, se creyó que fue escrita por Apóstol Pablo mientras estaba en prisión en Roma (alrededor del año 62 d. C.), pero más recientemente se ha sugerido que fue escrita entre los años 80 y 100 d. C. por otro escritor que utilizó el nombre y el estilo de Pablo. Este capítulo contiene el saludo, seguido de una sección sobre «La bendición de Dios» y la oración de Pablo.

## Texto
El texto original fue escrito en griego koiné. Este capítulo se divide en 23 Versículos.

### Testigos textuales
Algunos manuscritos antiguos que contienen el texto de este capítulo son:
- Papiro 46 (~200 d. C.)
- Papiro 92 (~300; existen los versículos 11-13,19-21)
- Códice Vaticano (325-50)
- Códice Sinaítico (330-60)
- Codex Alexandrinus (400-40)
- Codex Claromontanus (~550)

## Saludo (1:1-2)

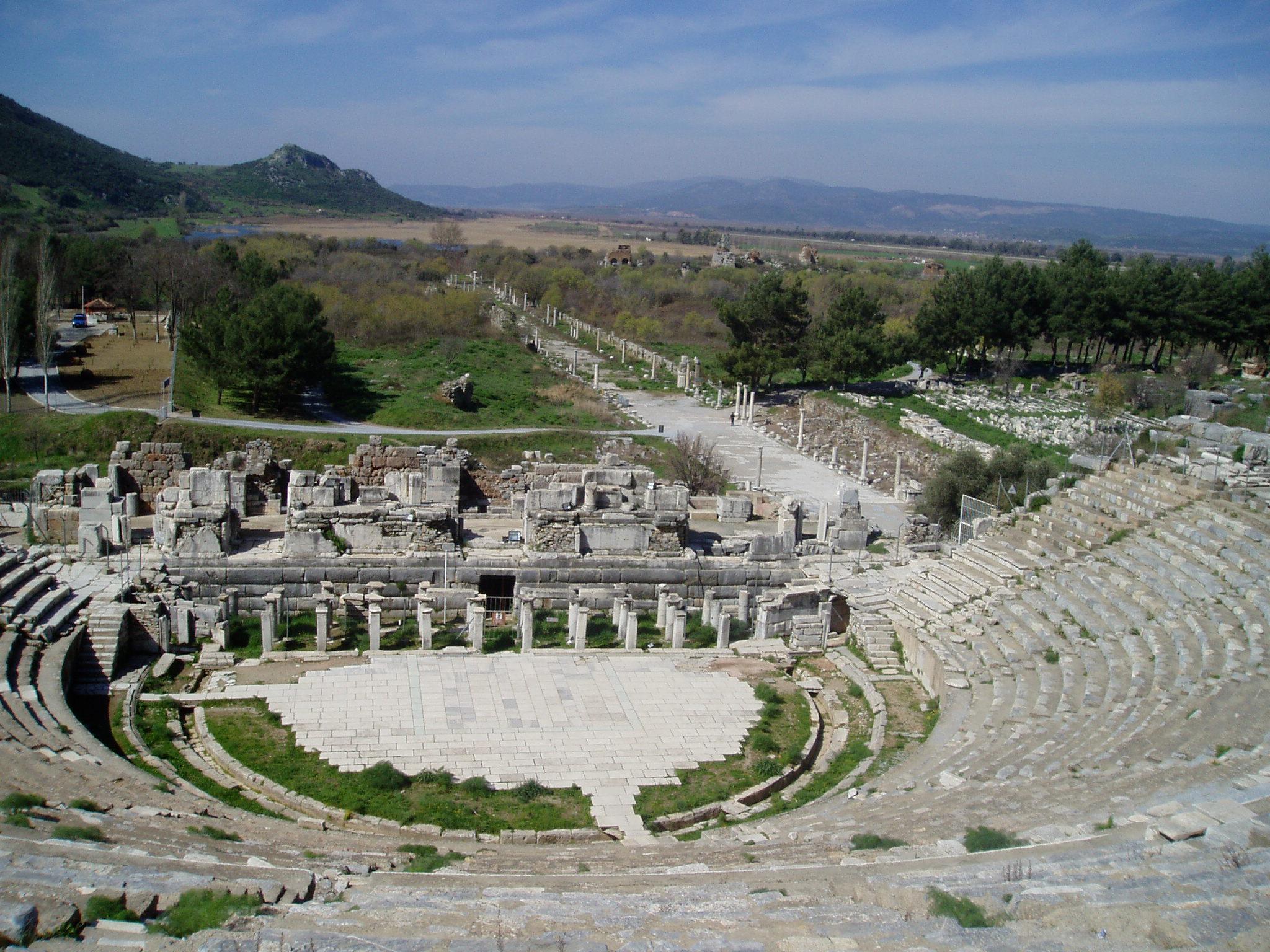
Ruinas del anfiteatro de Éfeso con la calle del puerto que conduce a la costa (2004)